# Polifagia
La polifagia es el aumento anormal de la necesidad de querer comer que puede deberse a ciertos trastornos psicológicos y ciertas condiciones médicas o a alteraciones de tipo hormonal.

## Etiología
Entre las enfermedades desencadenantes  de este fenómeno pueden contarse la bulimia, el hipertiroidismo, la hipoglucemia, la ingesta de determinados fármacos, la acción de algunos relajantes musculares asociados a anestesia (fenobarbital), el síndrome premenstrual o a desaparecer la menstruación entre otros. También es uno de los principales síntomas de la diabetes mellitus.